# Georg Friedrich Vorwerk

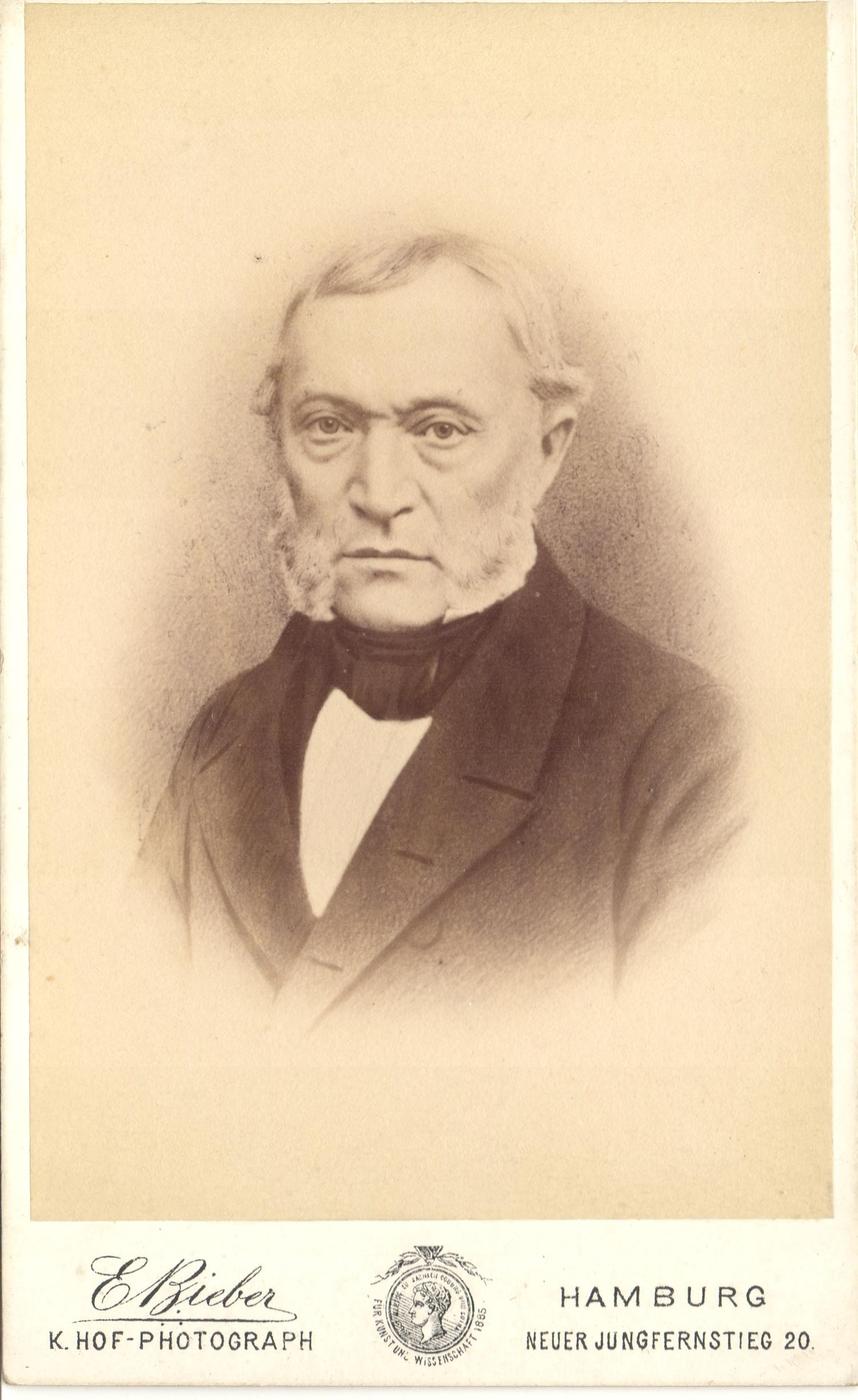
G.F. Vorwerk

Georg Friedrich Vorwerk (* 27. April 1793 in Hildesheim; † 4. Februar 1867 in Hamburg) war ein deutscher Kaufmann.

## Leben und Wirken als Kaufmann
Der Vater von Georg Friedrich Vorwerk war ein studierter Jurist, der Schätze für das Herzogtum Braunschweig-Lüneburg in Langelsheim einnahm. Ab dem 14. Lebensjahr lernte er sechs Jahre im Kontor Heinrich von Hollens in Hamburg. Danach wurde er zum Commis ernannt und 1817 zum Prokuristen. Im Sommer 1823 verließ er das Unternehmen und begab sich selbstfinanziert auf eine Reise, die ihn nach Mitteldeutschland und Schlesien führte. Am 1. September 1823 gründete er gemeinsam mit Michael Christopher Hochgreve (1787–1871), Sohn eines Kaufmanns aus Hamburg, das Unternehmen Hochgreve & Vorwerk. Hochgreve brachte mehr Kapital und gute Beziehungen nach England ein, während Vorwerk gute Verbindungen zu Leinenhändlern in Sachsen und Schlesien hatten. Die Kompagnons exportierten hauptsächlich Baumwollwaren aus England und deutsches Leinen. Im Gegenzug führten sie insbesondere Kaffee, Tabak, Zucker und Gewürze ein. Sie handelten überwiegend mit Lateinamerika, wo viele Hamburger Kaufleute gute Geschäfte machten. Nachdem Hochgreve zunehmend weniger im Unternehmen tätig geworden war, führte Vorwerk die Geschäfte seit dem 1. März 1846 als alleiniger Inhaber. Er baute als Merchant Banker einen neuen Unternehmenszweig auf, der Warentransaktionen finanzierte, aus dem später die in London ansässige Schröder Bank hervorging. Außerdem unterhielt er eine kleine Reederei, die spätere Hamburg Süd. 1847 gründete er eine Niederlassung in Valparaíso, die unter Vorwerk & Co. firmierte. Später handelte er in zunehmendem Umfang mit Kupfer und Salpeter.
Von 1833 bis 1836 fungierte Vorwerk als Handelsrichter. Danach wurde er als gewählter konsequenter Vertreter des Freihandels in die Hamburger Commerz-Deputation gewählt. Ab 1840 übernahm er das Präsidentenamt. Während seiner Dienstzeit erarbeitete das Gremium ein neues Konsularreglements. Zölle, darunter insbesondere der Zoll von Stade und die Elbzölle, entfielen oder wurden gesenkt. Die Deputation regelte das Geschäft mit Auswanderern neu, organisierte die Erweiterung des Hamburger Hafens, die Elbvertiefung und den Bau der Hamburg-Bergedorfer Eisenbahn. Ein besonderes Anliegen war Vorwerk der Neubau der Hamburger Börse am Adolphsplatz. Er führte den Umzug der Kaufleute in das neue Gebäude am 4. Dezember 1841 an. Nach dem Hamburger Brand wirkte Vorwerk in einem Gericht mit, das die Höhe von Entschädigungszahlungen schätzte. Er engagierte sich in der Patriotischen Gesellschaft von 1765 und gehörte am 8. Juni zu den Unterzeichnern einer Petition, die eine Reform der Verfassung forderten.
Da sein Unternehmen expandierte, konnte Vorwerk nicht dauerhaft in diesem Umfang politisch tätig sein. Im Oktober 1847 übernahm er das Konsular von Braunschweig, das weniger Zeit in Anspruch nahm. Da er somit einer „fremden Macht“ unterstand, konnte er in Hamburg keine bürgerlichen Ehrenämter mehr wahrnehmen. Eine Wahl in den Hamburger Senat, die wahrscheinlich gewesen wäre, war somit nicht möglich. Zum allgemeinen Bedauern des Gremiums trat er somit vor Ende seiner zweiten Amtszeit aus der Commerzdeputation aus. 1848 wurde er nochmals kurzzeitig als Hamburger Gesandter im Vorparlament in Frankfurt politisch tätig.

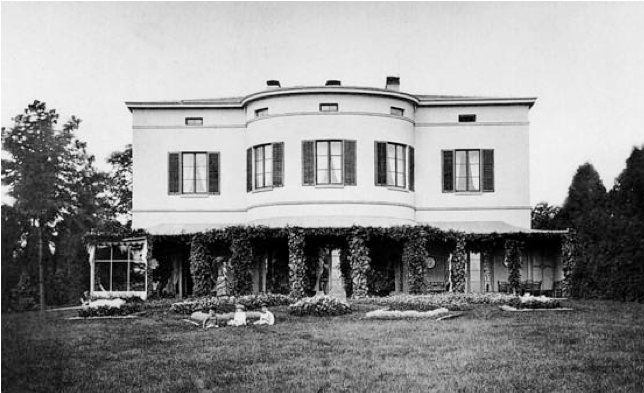
Sommerhaus (sog. Haupthaus) in Klein Flottbek, um 1880

Vorwerk besaß bis 1866 ein Kontorhaus mit Wohnung und Speicher in der Katharinenstraße 25. Hier lebte er mit seiner Frau Christiane de Voß (1809–1885), mit der er 13 Kinder hatte, von denen zwei im Kindesalter starben. Für den Bau mehrerer Sommerhäuser für sich und die Familien seiner Kinder erwarb er ab 1840 umfangreiches Ackerland nahe Teufelsbrück. Mit der Errichtung des Haupthauses als seinen Sommerwohnsitz beauftragte er den Architekten Franz Gustav Forsmann, den er seit dem Bau der neuen Börse kannte und schätze. So entstand ein klassizistisches Landhaus, zu dem ein Stall und eine Remise, ein Gärtnerhaus und eine Orangerie gehörten. Der Leiter des Botanischen Gartens, Johann Heinrich Ohlendorff, übernahm die Gestaltung des Gartens nebst Obst- und Gemüsegarten. Das Anwesen in Klein-Flottbek ist das letzte dieser großen Sommerhäuser an der Elbchaussee, das bis heute noch im Besitz der Familie der Erbauer ist.

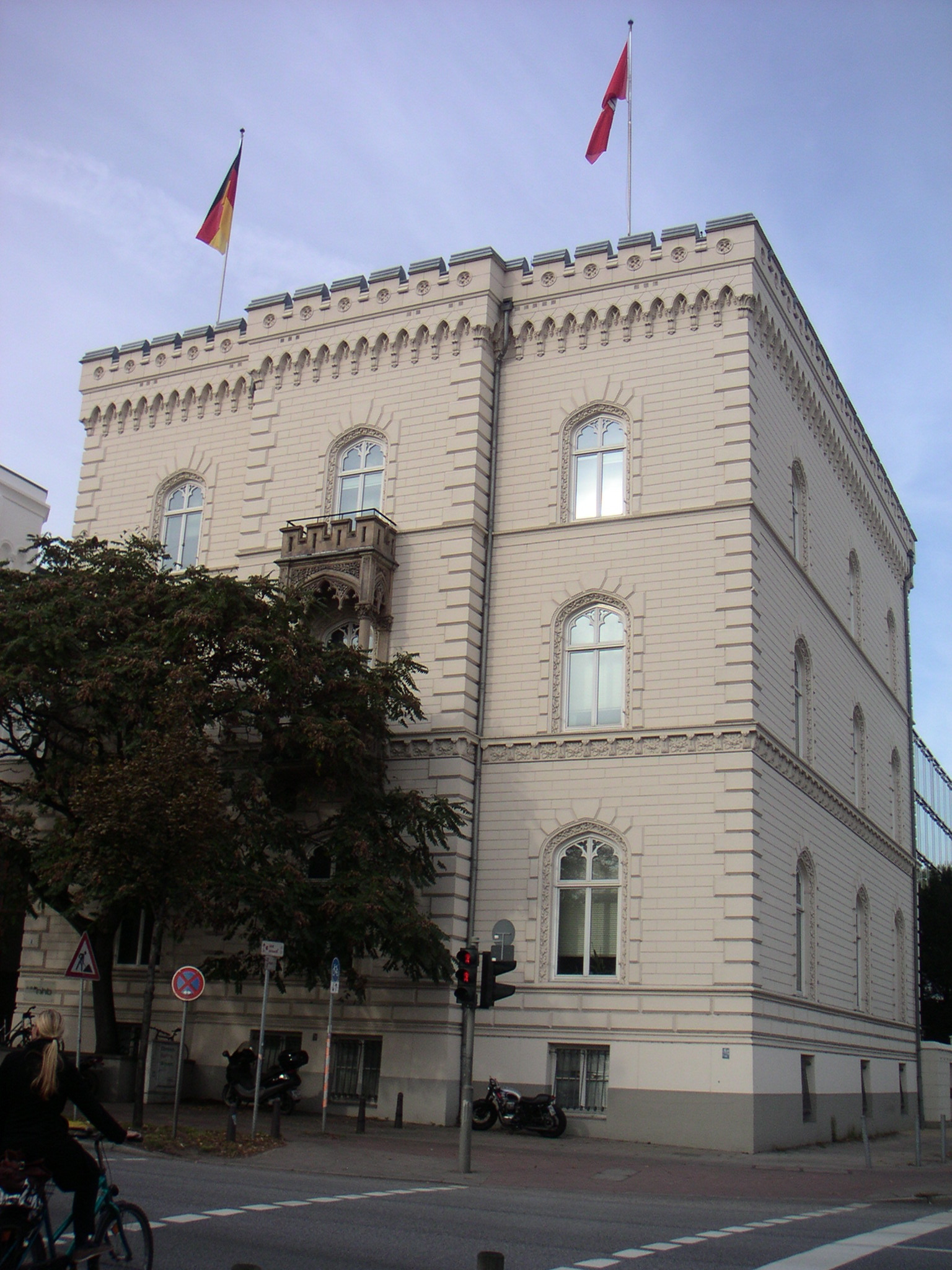
Wohnhaus am Alsterglacis

1860 nahm Vorwerk seinen Sohn Adolph (1839–1919) als Teilhaber der Niederlassung Vorwerk & Co. in Chile auf. Sein Sohn Friedrich (1837–1921) arbeitete seit 1861 als Partner im väterlichen Unternehmen Hochgreve & Vorwerk in Hamburg mit. Während dieser Zeit verlegten Vater und Sohn das Kontor in ein Haus am Neuen Jungfernstieg 9, wo Friedrich Vorwerk wohnte. Da Georg Friedrich Vorwerk ein Wohnhaus am Alsterglacis 8 kaufte, wurde das ehemalige Wohn- und Kontorhaus in der Katharinenstraße nur noch als Speicher genutzt.
Georg Friedrich Vorwerk verstarb nach kurzer Krankheit in seiner Wohnung am Alsterglacis. Bei seinem Tod besaß er elf Millionen Mark Banco, womit er einer der reichsten Männer Hamburgs gewesen war. Er wurde zunächst in einer Familiengruft auf dem Kirchhof der Katharinenkirche beigesetzt, in der auch Christiane Vorwerk ihre letzte Ruhestätte fand. Heute erinnern zwei einfache Grabsteine auf dem Nienstedtener Friedhof an Georg Friedrich und Christiane Vorwerk. Die Särge wurden hierhin auf Geheiß Friedrich Vorwerks aufgrund der Auflösung des Katharinenkirchhofs überführt.
Seit 1957 erinnert die Vorwerkstraße in St. Pauli an Georg Friedrich Vorwerk.

## Wirken als Stifter
Vorwerk fühlte sich der Hauptkirche Sankt Katharinen verbunden, für die er wiederholt stiftete. Zu seiner silbernen Hochzeit 1852 finanzierte er ein Chorfenster. Die Idee hierzu hatte Friedrich Overbeck, den Vorwerk seit einem Besuch des Künstlerateliers 1850 in Rom kannte. Das nach Zeichnungen Overbecks gefertigte Kunstwerk wurde während der Operation Gomorrha 1943 zerstört. Vorwerk finanzierte auch den Bau eines neuen Altars mit. 1854 gründete er im Kirchspiel die Georg-Friedrich-Vorwerk-Stiftung, die die Ausbildung von Kindern bedürftiger Eltern fördern sollte. Die Stiftung wurde später Teil der Sammelstiftung der Sankt Katharinenkirche. Als Zeichen des Danks brachten Kirche und Kirchspiel am vierten nördlichen Pfeiler im Kirchenschiff eine Tafel an, die an Vorwerk erinnert.
1862 unterstützte er im Comité für die Erbauung einer Kunsthalle den Bau der Hamburger Kunsthalle. 1866 ließ er in St. Pauli ein Asyl einrichten, dessen 34 Freiwohnungen für bedürftige Personen vorgesehen waren. 1916 übernahm die Stadt Hamburg die Einrichtung satzungsgemäß als neue Eigentümerin. Eine Bürgerinitiative konnte 1981 den Abriss des Asyls verhindern. Danach übernahm die Patriotische Gesellschaft die Schirmherrschaft über den Vorwerk-Stift, der heute Künstlern Wohn- und Arbeitsräume anbietet.

## Weitere Entwicklung des Unternehmens
Nach dem Tod Georg Friedrich Vorwerks benannten seine Söhne das Hamburger Unternehmen in Vorwerk Gebr. & Co. um. Im Jahr 1871 beteiligte sich das Unternehmen finanziell an der Gründung der Anglo-Deutschen Bank, bei der sein Sohn Friedrich die Interessen der Familie im Aufsichtsrat vertrat.
Später übernahmen drei Enkel von Georg Friedrich gemeinschaftlich die Geschäftsführung der Firma Vorwerk Gebr. & Co. Nachdem die Geschäftsführer Oscar Vorwerk (1865–1933) und Walter Vorwerk (1873–1933) verstorben waren und Carl Vorwerk (1875–1949) als dritter Teilhaber aus politischen Gründen nach Chile auswanderte, wurde das Unternehmen in Hamburg 1933 liquidiert. Seine Urenkel und Ur-Urenkel führten die Niederlassung im chilenischen Valparaíso fort. Das Unternehmen existiert bis heute als  Vorwerk y Cía S.A. im Familienbesitz.